# Naropas sex yogatyper

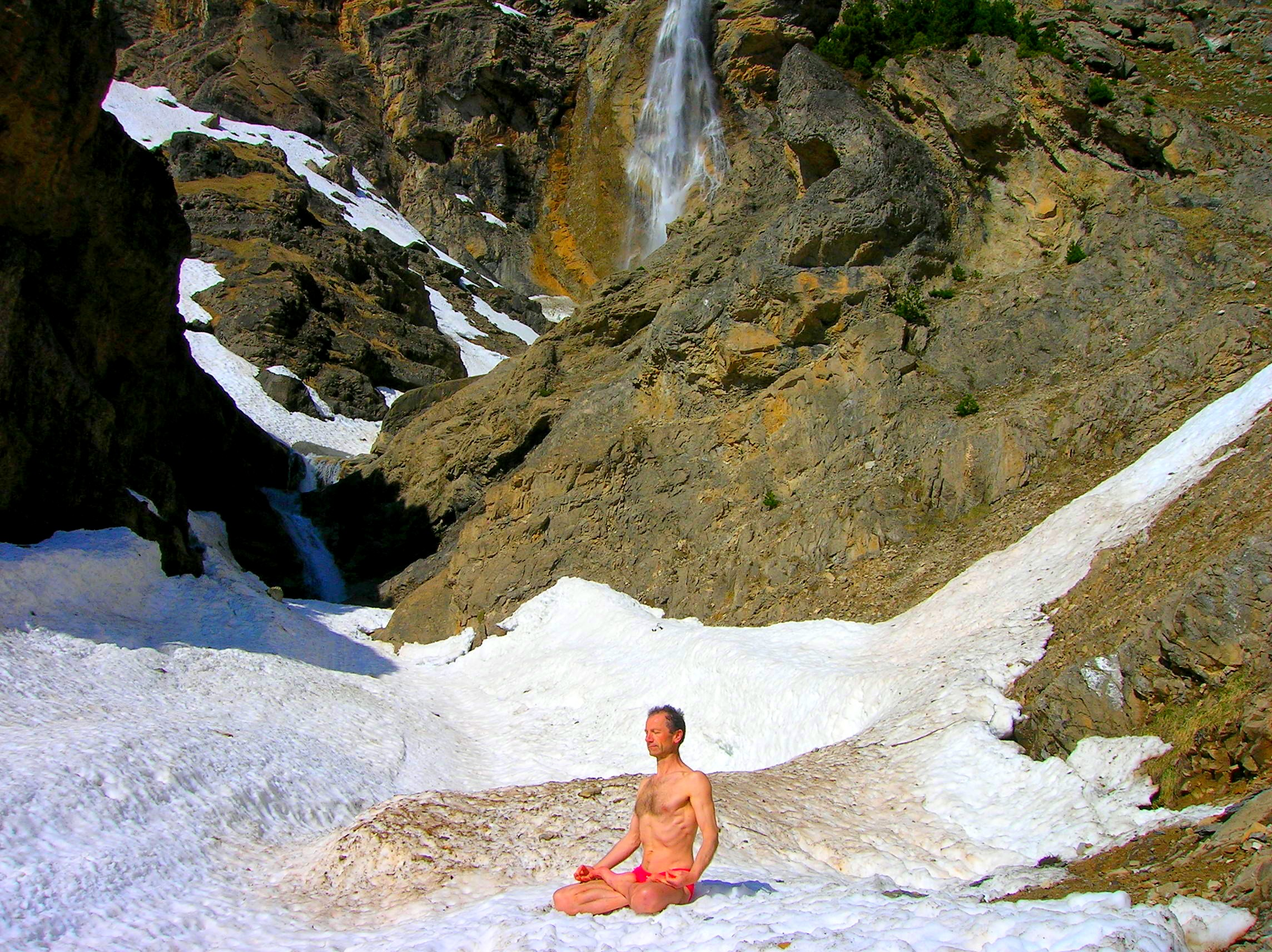
En man som i en kylig miljö utövar värmeyoga - en av Naropas sex yogatyper.

Naropas sex yogatyper, även kallat Naropas sex dharmor är sex olika meditativa tekniker som härstammar från den indiske munken Naropa. Dessa sex meditativa tekniker används inom den tibetanska buddhismen. De används främst inom inriktningen kagyu, men även inom inriktningarna sakya och gelug.
Innan en utövare bedöms vara redo för att använda sig av Naropas sex yogatyper, behövs en hel del kunskap. Utövaren behöver dessutom förbereda sig genom att använda sig av olika förberedande tekniker. 
De sex yogatyperna är följande:
1. Värmeyoga (tibetanska transkriberat enligt wylie-systemet: gtum mo): med hjälp av avancerade tekniker höjs utövarens kroppstemperatur avsevärt. Genom att använda sig av värmeyoga kan utövaren få kontroll över kroppens olika chakror, vilket behövs för att utöva de andra yogatyperna.[3]
2. Illusorisk kropp (wylie: sgyu lus): en teknik där utövaren visualiserar en illusorisk kropp, som utövaren ser som upplyst. Genom denna teknik sägs utövaren snabbt kunna bli upplyst.[3]
3. Drömyoga (wylie: rmi lam):  en teknik där utövaren genom kontroll av de olika chakrorna tar kontroll över drömstadiet. Genom att göra detta, kan utövaren använda sina drömmar för att meditera på tantriska gudar, och bli medveten om att utövaren drömmer under drömmandet.[3]
4. Klart ljus (wylie: 'od gsal): i denna meditativa teknik försöker utövaren att bli medveten om sinnets basala natur, som beskrivs som "klart ljus".[3]
5. Mellanstadium (wylie: bar do): de sex bardon som identifieras inom kagyu är olika mellanstadium mellan två liv. Genom särskild meditativ träning kan utövaren ta kontroll över dessa mellanstadium mellan två liv, och bli upplyst.[3]
6. Överföring av medvetande ('pho ba): en teknik som används för att överföra medvetandet. Detta används på olika sätt och i olika situationer: exempelvis används det för att överföra nyligen avlidna människors medvetande till ett rent buddhafält,[3] såsom Sukhavati.